# Rio Tsaliet

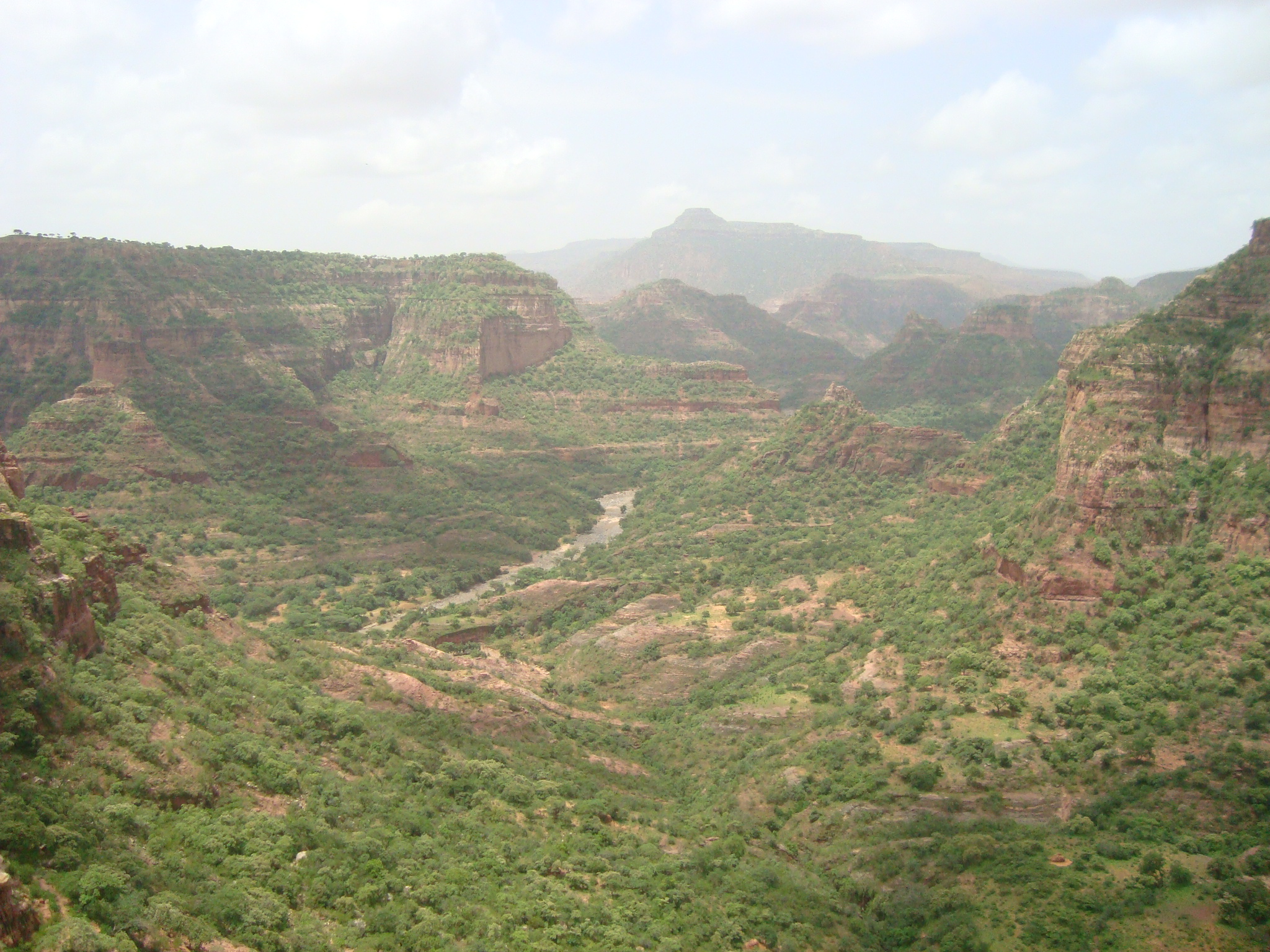
O rio Tsaliet, perto do mosteiro Dabba Selama

Tsaliet é um rio da bacia do Nilo. Nascendo nas montanhas de Dogu'a Tembien, no norte da Etiópia, ela flui a oeste para esvaziar no rio Weri’i, logo a montante da principal ponte Weri'i, ao longo da estrada para Adwa.

## Características
É principalmente um rio confinado, serpenteando localmente em sua estreita planície aluvial, com um declive médio de inclinação de 25 metros por quilômetro. Com seus afluentes, o rio cortou desfiladeiros profundos. Ao longo de seu curso, ocupa frontões arenosos em Addeha.

## Inundações repentinas e buffer de inundação
O escoamento superficial ocorre principalmente na forma de eventos de alta descarga que ocorrem em um período muito curto (chamado enchente relâmpago). Elas estão relacionadas à topografia íngreme, geralmente com pouca cobertura vegetal e intensa chuva convectiva. Os picos dessas inundações repentinas costumam ter uma descarga 50 a 100 vezes maior que o fluxo de base anterior.
A magnitude das inundações neste rio, no entanto, diminuiu devido a intervenções em sua bacia superior, particularmente ao redor do reservatório May Leiba. Estruturas de conservação física, como barreiras de pedra e barragens de verificação interceptam o escoamento.
Em muitas encostas íngremes, áreas de exclusão foram estabelecidas; a vegetação densa contribui em grande parte para o aumento da infiltração, menos inundações e melhor fluxo de base.

## Agricultura irrigada

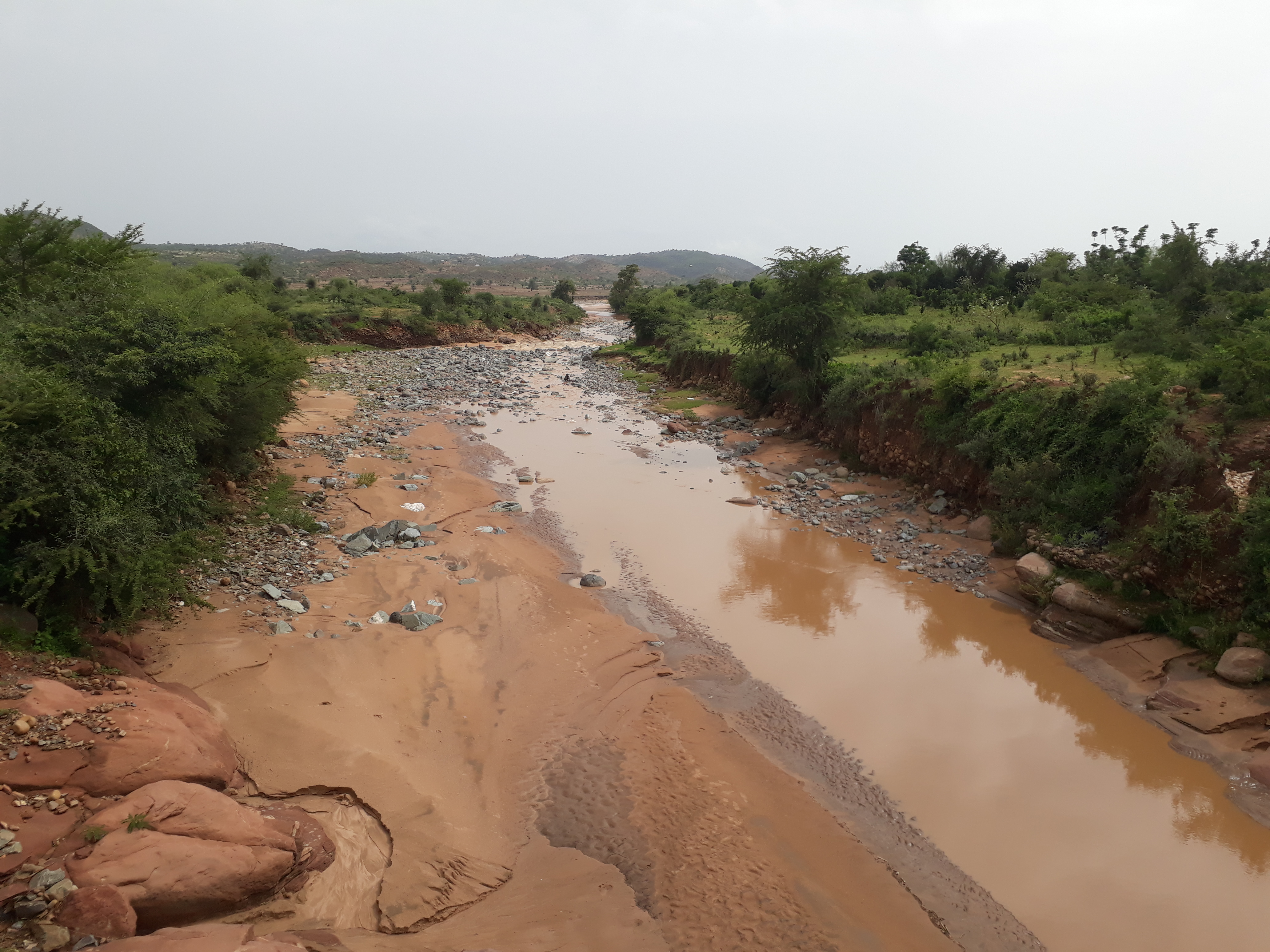
Tsaliet no esquema de irrigação de Addeha

Além de fontes e reservatórios, a irrigação depende fortemente do fluxo de base do rio. Essa agricultura irrigada é importante para atender às demandas de segurança alimentar e redução da pobreza.

## Transumância em direção ao desfiladeiro
Os fundos do vale nas gargantas deste rio foram identificados como zonas de destino da transumância. Ela ocorre na estação chuvosa do verão, quando as terras próximas às aldeias são ocupadas por colheitas. Os pastores jovens levarão o gado da aldeia até o desfiladeiro e passar a noite em pequenas cavernas. Os desfiladeiros são particularmente atraentes como zona de destino da transumância, porque há água e bom crescimento da vegetação semi-natural.